# Valerie Amos, Baronesa Amos
Lady Valerie Ann Amos, Baronesa Amos, LG, CH, PC (Georgetown, 13 de março de 1954) é uma política e diplomata do Partido Trabalhista britânico que serviu como a oitava Subsecretária-Geral da ONU para Assuntos Humanitários e Coordenador de Ajuda de Emergência. Antes de sua nomeação para a ONU, ela serviu como Alta Comissária Britânica na Austrália. Ela foi nomeada vitalícia em 1997, servindo como Líder da Câmara dos Lordes e Lorde Presidente do Conselho de 2003 a 2007. Desde setembro de 2020, Amos é mestre da University College, Oxford, sucedendo Sir Ivor Crewe e se tornando a primeira diretora negra de uma faculdade de Oxford, bem como a primeira mulher nomeada para o cargo.
Quando foi nomeada Secretária de Estado para o Desenvolvimento Internacional em 12 de maio de 2003, após a renúncia de Clare Short, Amos se tornou a primeira mulher negra, asiática e de etnia minoritária (BAME) a servir como ministra de gabinete . Ela deixou o gabinete quando Gordon Brown se tornou primeiro-ministro . Em julho de 2010, o Secretário-Geral das Nações Unidas , Ban Ki-moon, anunciou a nomeação da Baronesa Amos para o cargo de Subsecretária-Geral para Assuntos Humanitários e Coordenadora de Ajuda de Emergência . Ela assumiu o cargo em 1º de setembro de 2010 e permaneceu no cargo até 29 de maio de 2015. Em setembro de 2015, Amos foi nomeada Diretora da SOAS, Universidade de Londres, tornando-se a primeira mulher negra a liderar uma escola universitária no Reino Unido.

## Vida pregressa
Amos nasceu em 1954 na Guiana Britânica (atual Guiana) na América do Sul e, depois de se mudar com sua família para a Grã-Bretanha em 1963, ela frequentou a Bexley Technical High School for Girls (agora Townley Grammar School), Bexleyheath, onde ela foi a primeira vice-chefe negra. Ela se formou em Sociologia na Universidade de Warwick (1973–76), fez mestrado em estudos culturais na Universidade de Birmingham e estudou educação na Universidade da Ânglia Oriental.

## Carreira de caridade
Depois de trabalhar em Serviços de Igualdade de Oportunidades, Treinamento e Gerenciamento no governo local nos bairros londrinos de Lambeth, Camden e Hackney, Amos tornou-se Diretor Executivo da Comissão de Igualdade de Oportunidades em 1989, deixando o cargo em 1994.
Em 1995, Amos co-fundou a empresa de consultoria Amos Fraser Bernard e foi consultor do governo sul-africano em reforma do serviço público, direitos humanos e equidade no emprego.

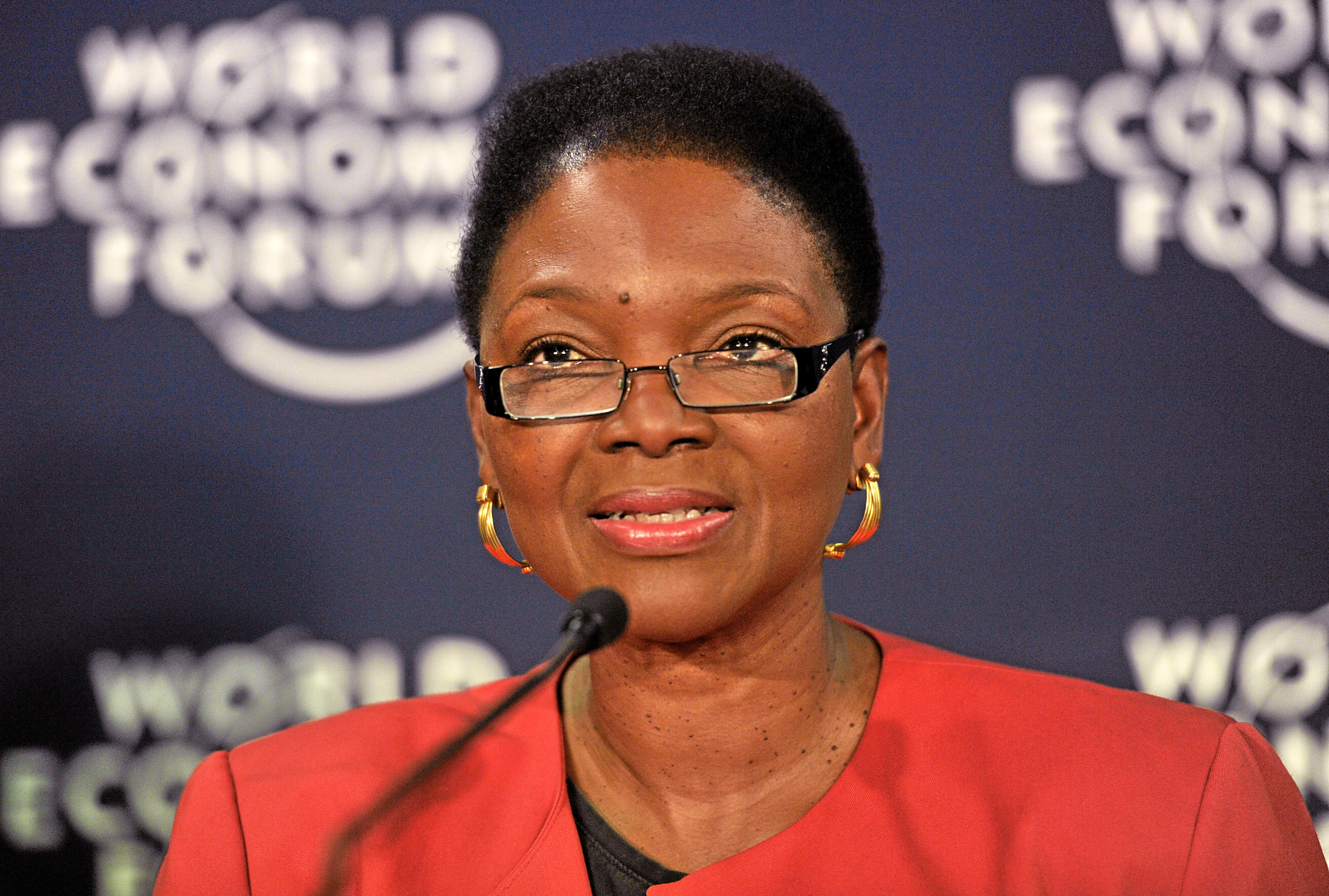
Amos durante o WEF 2013

Amos também foi vice-presidente do Runnymede Trust (1990–98), curador do Institute for Public Policy Research, diretor não executivo do University College London Hospitals Trust, curador de serviço voluntário no exterior, presidente da Afiya Trust, membro do conselho do Sierra Leone Titanium Resources Group, diretor do Hampstead Theatre e presidente do Conselho de Governadores do Royal College of Nursing Institute.

## Câmara dos Lordes
Amos foi elevada à nobreza em agosto de 1997 como Baronesa Amos, de Brondesbury, no bairro londrino de Brent. Na Câmara dos Lordes, ela foi cooptada como membro do Subcomitê F das Comunidades Européias (Assuntos Sociais, Educação e Assuntos Internos) de 1997 a 1998. De 1998 a 2001, ela foi representante do governo na Câmara dos Lordes e também porta-voz de Seguridade Social, Desenvolvimento Internacional e Assuntos da Mulher, bem como uma das porta-vozes do governo na Câmara dos Lordes para Assuntos Estrangeiros e da Commonwealth. A Baronesa Amos foi nomeada Subsecretária Parlamentar dos Negócios Estrangeiros e da Commonwealth em 11 de junho de 2001, com responsabilidade pela África; Comunidade; Caribe; Territórios Ultramarinos; Questões Consulares e Pessoal do FCO. Ela foi substituída por Chris Mullin.

### Secretário de Desenvolvimento Internacional e Líder da Câmara dos Lordes
Depois de ameaçar renunciar ao cargo de Secretária de Desenvolvimento Internacional antes da invasão do Iraque em 2003, Clare Short finalmente renunciou em maio de 2003 por causa de um projeto de resolução da ONU que ela sentiu não ter dado "à ONU o papel central prometido na reconstrução do Iraque". ". A baronesa Amos, que atuava como ministra do Ministério das Relações Exteriores e porta-voz dos Lordes para o Desenvolvimento Internacional, foi rapidamente anunciada como substituta de Short. Sua nomeação a tornou "a primeira ministra de gabinete negra do Reino Unido" e foi um exemplo incomum de um departamento do governo chefiado por um membro da Câmara dos Lordes.
A Baronesa Amos foi nomeada Líder da Câmara dos Lordes em 6 de outubro de 2003, após a morte de Lord Williams de Mostyn, o que significou que seu mandato como Secretária de Estado para o Desenvolvimento Internacional durou menos de seis meses.
Em 17 de fevereiro de 2005, o governo britânico nomeou Lady Amos para chefiar o Programa de Desenvolvimento das Nações Unidas.

## Funções não governamentais
A baronesa Amos deixou o gabinete quando Gordon Brown assumiu como primeiro-ministro de Tony Blair em junho de 2007. Brown a propôs como representante especial da União Européia na União Africana. No entanto, o diplomata de carreira belga Koen Vervaeke foi nomeado para esta função. Ela foi membro do Comitê de Membros da Commonwealth, que apresentou seu relatório sobre possíveis mudanças nos critérios de adesão para a Comunidade das Nações na Reunião de Chefes de Governo da Commonwealth de 2007 em Kampala, Uganda.
Em 8 de outubro de 2008, foi relatado que Amos se juntaria ao conselho de administração da Football Association para a candidatura da Inglaterra para sediar a Copa do Mundo de 2018 . Isso foi descrito como uma "consulta surpresa", já que ela não tem nenhum interesse registrado por futebol (apesar de seu interesse por críquete) ou qualquer experiência em trabalho semelhante, como a candidatura às Olimpíadas de 2012.

## Alto Comissariado Britânico na Austrália
Em 4 de julho de 2009, foi informado que a Baronesa Amos havia sido nomeada Alta Comissária Britânica para a Austrália em sucessão a Helen Liddell (agora Baronesa Liddell). Amos assumiu o cargo em outubro de 2009.

## Coordenador de Socorro de Emergência da ONU
Em 2010, o secretário-geral das Nações Unidas, Ban Ki-moon, anunciou a nomeação de Amos como subsecretário-geral para assuntos humanitários e coordenador de ajuda de emergência . Em março de 2012, ela visitou a Síria em nome da ONU para pressionar o governo sírio a permitir o acesso a todas as partes da Síria para ajudar as pessoas afetadas pelo levante sírio de 2011–2012 .
Em 2015, a Diretora Geral da Organização Mundial da Saúde (OMS), Margaret Chan, nomeou Amos como membro do Grupo Consultivo sobre a Reforma do Trabalho da OMS em Surtos e Emergências com Consequências Humanitárias e de Saúde. Desde 2019, Amos atua na Força-Tarefa sobre Acesso Humanitário do Centro de Estudos Estratégicos e Internacionais (CSIS), copresidida por Cory Booker e Todd Young .

## Carreira universitária
Em setembro de 2015, tornou-se a nona diretora da SOAS University of London, a primeira mulher afrodescendente a ser diretora de um instituto de educação superior na Grã-Bretanha. Em 2019, ela co-liderou um relatório das Universidades (UUK) e da União Nacional dos Estudantes (NUS) abordando a disparidade entre a proporção de "diplomas superiores" (primeiro ou 2:1 graus) alcançados por brancos e negros, asiáticos e estudantes de etnia minoritária (BAME).
Em janeiro de 2021, Amos deixou seu cargo na SOAS para se tornar Master of University College, Oxford, como a primeira mulher indicada para esse cargo e a primeira diretora negra de qualquer faculdade de Oxford.

## Honras
Amos foi premiada com o título de Professora Honorária na Thames Valley University em 1995 em reconhecimento ao seu trabalho em igualdade e justiça social. Em 1º de julho de 2010, ela recebeu um doutorado honorário (Hon DUniv) da Universidade de Stirling em reconhecimento por seu "excelente serviço à nossa sociedade e seu papel como modelo de liderança e sucesso para as mulheres hoje". Ela também recebeu o título honorário de Doutor em Direito (Hon LLD) da Universidade de Warwick em 2000 e da Universidade de Leicester em 2006.
Na Universidade de Birmingham, onde ela estudou na graduação, o Guild of Students batizou uma das salas do comitê de "The Amos Room" em homenagem a ela, em reconhecimento aos seus serviços à sociedade.
Em 2013, Amos foi nomeado Doutor honorário em Direito Civil na Universidade de Durham.
Amos foi nomeado Companheiro da Ordem dos Companheiros de Honra (CH) nas Honras de Aniversário de 2016 por serviços prestados às Nações Unidas e ajuda de emergência.
Em 2017, Amos recebeu um diploma honorário da Middlesex University, "reconhecendo conquistas do mais alto nível, bem como dedicação ao dever público e fazendo a diferença na vida de outras pessoas".
Em julho de 2018, Amos recebeu o título honorário de Doutor em Direito pela Universidade de Bristol. Em dezembro de 2018, ela recebeu um doutorado honorário em literatura pela Universidade de Witwatersrand.
Ela foi eleita para a Academia Americana de Artes e Ciências como Membro Honorário Internacional em 2019.
Em 1º de janeiro de 2022, a Rainha nomeou Amos uma Senhora Companheira da Ordem da Jarreteira. A bandeira de armas de Amos foi erguida na Capela de São Jorge, Windsor, em 13 de junho. O projeto ainda não foi divulgado. Amos disse que quer uma referência à educação e ao aprendizado, uma paixão pessoal, bem como algo sobre a Guiana, o local de seu nascimento e sua linhagem de longo prazo na África Ocidental. Ela também gostaria de algo sobre assuntos globais. Amos é o primeiro membro negro "cavaleiro ou dama" da ordem desde sua fundação (excluindo o imperador da Etiópia Haile Selassie, que como monarca estrangeiro era um cavaleiro estranho da ordem).

## Vida pessoal
Amos é uma entusiasta do críquete e falou sobre seu amor pelo jogo com Jonathan Agnew no Test Match Special durante a pausa para o almoço do primeiro dia do England v. Jogo-teste da Nova Zelândia em Old Trafford em maio de 2008.
Depois de renunciar ao gabinete, a baronesa Amos assumiu o cargo de diretora da Travant Capital, um fundo nigeriano de private equity lançado em 2007. No Registro de Interesses dos Membros da Câmara dos Lordes, ela lista essa diretoria como remunerada.
Amos foi listado como um dos "50 mais bem vestidos acima dos 50 anos" pelo The Guardian em março de 2013.